# Julia Gardiner Tylerová
Julia Gardiner Tylerová (23. července 1820, Long Island, New York – 10. července 1889, Richmond) byla druhou manželkou 10. prezidenta USA Johna Tylera a po svatbě vykonávala funkci první dámy USA.